# 11. januar
11. januar je 11. dan leta v gregorijanskem koledarju. Ostaja še 354 dni (355 v prestopnih letih).

## Dogodki
- 630 – Mohamed vkoraka v Meko
- 1571 – Avstrijsko plemstvo pridobi versko svobodo
- 1693 – izbruh siciljskega vulkana Etna
- 1787 – William Herschel odkrije Uranovi luni Oberon in Titanijo
- 1820 – obnovljen posleski red na Kranjskem
- 1879 – pričetek zulujske vojne
- 1919 – Romunija zasede Transilvanijo
- 1922 – pri zdravljenju sladkorne bolezni prvič uporabijo inzulin
- 1923 – francoska vojska zasede demilitizirano območje Porurje
- 1935 – Amelia Earhart poleti s Havajev v Kalifornijo
- 1942:
  - Draža Mihailović postane minister za obrambo jugoslovanske vlade v emigraciji
  - Cankarjev bataljon se umakne iz Dražgoš
- 1944 – ustanovljeno koncentracijsko taborišče v Krakovu
- 1946 – ustanovljena Ljudska republika Albanija
- 1949 – Bertolt Brecht ob uprizoritvi drame Mati Korajža in njeni otroci ustanovi svoje gledališče Berliner Ensemble
- 1960 – Čad razglasi neodvisnost od Francije
- 1964 – Dr. Luther Terry objavi raziskavo o slabih vplivih kajenja na telo.
- 1972 – Vzhodni Pakistan postane Bangladeš
- 1974 – v Južnoafriški republiki Susan Rosenkowitz rodi prve preživele šesterčke
- 1980 – šahist Nigel Short s 14. leti postane najmlajši mednarodni mojster v zgodovini
- 1989 – ustanovljena Slovenska demokratična zveza

## Rojstva
- 347 – Teodozij I. Veliki, rimski cesar († 395)
- 889 – Abd Ar-Rahman III., omajadski kalif Kordove († 961)
- 1113 – Wang Chongyang, kitajski daoistični učenjak, utemeljitelj Quanzhenske šole († 1170)
- 1209 - Möngke, četrti kagan Mongolskega cesarstva  († 1259)
- 1322 – Komjo, japonski proticesar († 1380)
- 1359 – Go-En'ju, japonski proticesar († 1393)
- 1503 – Francesco Mazzola Parmigianino, italijanski slikar († 1540)
- 1750 – Anton Makovic, slovenski zdravnik († 1803)
- 1755 – Alexander Hamilton, ameriški državnik († 1804)
- 1757 – sir Samuel Bentham, angleški inženir († 1831)
- 1786 – Joseph Jackson Lister, angleški optik († 1869)
- 1815 – John Alexander Macdonald, kanadski predsednik vlade († 1891)
- 1842 – William James, ameriški psiholog in filozof († 1910)
- 1902 – Maurice Duruflé, francoski skladatelj, organist († 1986)
- 1905 – Clyde Kluckhohn, ameriški antropolog († 1960)
- 1906 – Albert Hofmann, švicarski kemik in izumitelj droge LSD († 2008)
- 1930 – Rod Taylor, avstralski filmski igralec († 2015)
- 1939 – Phil Williams, valižanski politik, znanstvenik († 2003)
- 1965 – Aleš Varoga, slovenski športni novinar († 2005)
- 1970 – Gregor Čušin, slovenski igralec

## Smrti
- 802 – Pavlin II., oglejski patriarh, apostol Slovencev (* okoli 730)
- 887 – Boson Provansalski, kralj Spodnje Burgundije (* ok. 841)
- 1055 – Konstantin IX. Monomah, bizantinski cesar (* 1000)
- 1083 – Oton Nordheimski, bavarski vojvoda (* 1020)
- 1266 – Svantopolk II., vojvoda Pomerelije-Gdanska (* 1195)
- 1331 – Pšemisl II. Głogowski, poljski plemič, vojvoda Głogówa (* 1305)
- 1397 – Skirgaila, litvanski plemič, regent (* 1354)
- 1495 – Pedro Gonzáles de Mendoza, španski kardinal, državnik (* 1428)
- 1735 – Danilo I., črnogorski vladika (* 1670)
- 1753 – Hans Sloane, irski zdravnik, zbiralec (* 1660)
- 1801 – Domenico Cimarosa, italijanski skladatelj (* 1749)
- 1843 – Francis Scott Key, ameriški odvetnik, pesnik (* 1779 ali 1780)
- 1856 – Friedrich Wilhelm Schneidewin, nemški klasični humanist (* 1810)
- 1867 – George Baxter, angleški graver, tiskar (* 1804)
- 1882 – Theodor Schwann, nemški fiziolog (* 1810)
- 1891 – Georges-Eugène Haussmann, francoski urbanist, arhitekt (* 1809)
- 1923 – Konstantin I., grški kralj (* 1868)
- 1928 – Thomas Masterson Hardy, angleški pisatelj, pesnik (* 1840)
- 1941 – Emanuel Lasker, nemški šahist, matematik, filozof, šahovski svetovni prvak 1894 do 1921 (* 1868)
- 1943 – Ivan Vavpotič, slovenski slikar (* 1877)
- 1944 – Galeazzo Ciano, italijanski politik (* 1903)
- 1988 – Isidor Isaac Rabi, ameriški fizik avstrijskega rodu, nobelovec 1944 (* 1898)
- 1991 – Carl David Anderson, ameriški fizik švedskega rodu, nobelovec 1936 (* 1905)
- 2000 – Pavao Žanić, hrvaški škof (* 1918)
- 2003 – Jože Pučnik, slovenski politik in sociolog (* 1932)
- 2008 – Edmund Hillary, novozelandski raziskovalec in alpinist (*1919)
- 2013 – Aaron Swartz, ameriški internetni aktivist (* 1986)
- 2014 – Ariel Sharon, izraelski general in politik (* 1928)
- 2018 – Robert K. Grasselli, ameriško-slovenski kemik (*1930)
- 2022 – David Sassoli, italijanski novinar in politik, predsednik Evropskega parlamenta (* 1956)

## Prazniki in obredi
- Albanija – dan republike (1946)
- Nepal – dan enotnosti
- Rimski imperij – prvi dan karmentalij

## God
- sveti Higin
- sveti Teodozij Koinobit
- sveti Pavlin Oglejski